# Aepalius
Aepalius är ett släkte av skalbaggar. Aepalius ingår i familjen vivlar.
Kladogram enligt Catalogue of Life:
| Aepalius | \| \| Aepalius chiriquensis \| \| \| \| |
|          | \| \| Aepalius chiriquensis \| \| \| \| |
|          | Aepalius chiriquensis                   |
|          |                                         |